# Терни (роман)
Терни (англ. Thorns)  — науково-фантастичний роман американського письменника Роберта Сілверберґа вперше надрукований 1967 року. Роман був номінований на премії «Неб'юла» і «Г'юго» за найкращий роман 1968 року.

## Стислий сюжет
Людство колонізувало Сонячну систему і просувається далі, щоб почати вивчати далекі Галактики. Міжпланетна аудиторія слідкує за реальними історіями про тріумф і трагедію, представлену Дунканом Чоком. Він голова успішного розважального бізнесу, жахливий медіамагнат з великим апетитом до чужого болю, який харчується ним і створює умови, щоб нагодувати інших. У центрі подій доля двох зламаних людей – Лони Келвіна і Міннера Берриса.
Лона Келвін – сімнадцятирічна незаймана дівчина, але при цьому мати сотні дітей, яких штучно зростили з її яйцеклітин. Вона позбавлена можливості виховувати своїх дітей.
Міннер Беррис – колишній астронавт, потратив до рук інопланетних хірургів, які безжально перебудували його від голови до ніг, перетворивши на інваліда. Він потерпає через постійний біль. 
Нерозривний зв'язок між болем і життям є центральною темою роману.

## Зміст
- I. Пісня нейронів
- II. На Землі, як і на Небі
- III. Підземне шарудіння
- IV. Дитя бурі
- V. Приходить Чок, за ним — Аудад
- VI. Помилуй, Боже, і дай померти
- VII. «А ось і смерть — мене за вухо тягне»
- VIII. Stabat Mater Dolorosa (лат.)
- IX. З початку було слово
- X. Фунт м′яса
- XI. Якщо вночі, то вдвох
- XII. Страшніше за фурію в Аду…
- XIII. Розперта Еос
- XIV. Щасливо до самої смерті
- XV. Поєднання двох сердець
- XVI. Сова, не дивлячись на всі свої пір’я, дрижала від холоду
- XVII. Підбери ці осколки
- XVIII. На ярмарку
- XIX. Le jardin de supplices (фр.)
- XX. А за ними — гнівний Бог
- XXI. І нас перенесено на південь
- XXII. Й отже, ненависна меланхолія
- XXIII. Музика сфер
- XXIV. На Небі, як і на Землі
- XXV. Сльози Місяця
- XXVI. Опівнічний Іней
- XXVII. Істинний страж святого Грааля
- XXVIII. Оплакувати? Як мені оплакувати?
- XXIX. Dona nobis pacem (дат.)
- Примітки

## Відзнаки
- Премія «Неб'юла» за найкращий роман, 1968 — номінант[1]
- Премія «Г'юго» за найкращий роман, 1968 — фіналіст[2]

## Переклади іншими мовами
Роман перекладено цілою низкою інших мов: 
- німецькою «Der Gesang der Neuronen», 1971
- нідерландською «Twee Sterren», 1972
- італійською «Brivido crudele», 1972
- французькою «Un jeu cruel», 1977
- португальською «Espinhos», 1987
- російською «Тернии», 1994

Станом на 2018 рік українською мовою не перекладався.